# Senyeri
Senyeri är ett vattendrag i Burundi.   Det ligger i provinsen Mwaro, i den centrala delen av landet, 50 kilometer öster om huvudstaden Bujumbura.
Omgivningarna runt Senyeri är en mosaik av jordbruksmark och naturlig växtlighet. Runt Senyeri är det tätbefolkat, med 383 invånare per kvadratkilometer.